# 穆爾傑尼
穆爾傑尼是羅馬尼亞的城鎮，位於該國東部，距離首府瓦斯盧伊52公里，由瓦斯盧伊縣負責管轄，面積134.81平方公里，海拔高度35米，2007年人口7,811，大多數居民信奉東正教。
46°12′N 28°01′E / 46.200°N 28.017°E